# La colt era il suo Dio
La colt era il suo Dio è un film western del 1972 diretto da Luigi Batzella e Joe D'Amato quest'ultimo non accreditato. Negli USA è stato distribuito con il titolo God Is My Colt .45.

## Trama
Jackson, nativo di Landford City, vi ritorna sotto mentite spoglie per combattere una banda che vi spadroneggia. La banda, per ricattarlo, gli rapisce la compagna.